# جان فردریک باکساس
جان فردریک باکساس (به نروژی: Jon Fredrik Baksaas) (زاده ۱۹۵۴) کارآفرین و مدیر ارشد اجرایی نروژی است، که در حال حاضر به‌عنوان مدیر عامل اجرایی شرکت تله‌نور فعالیت می‌نماید.